# Zehuby

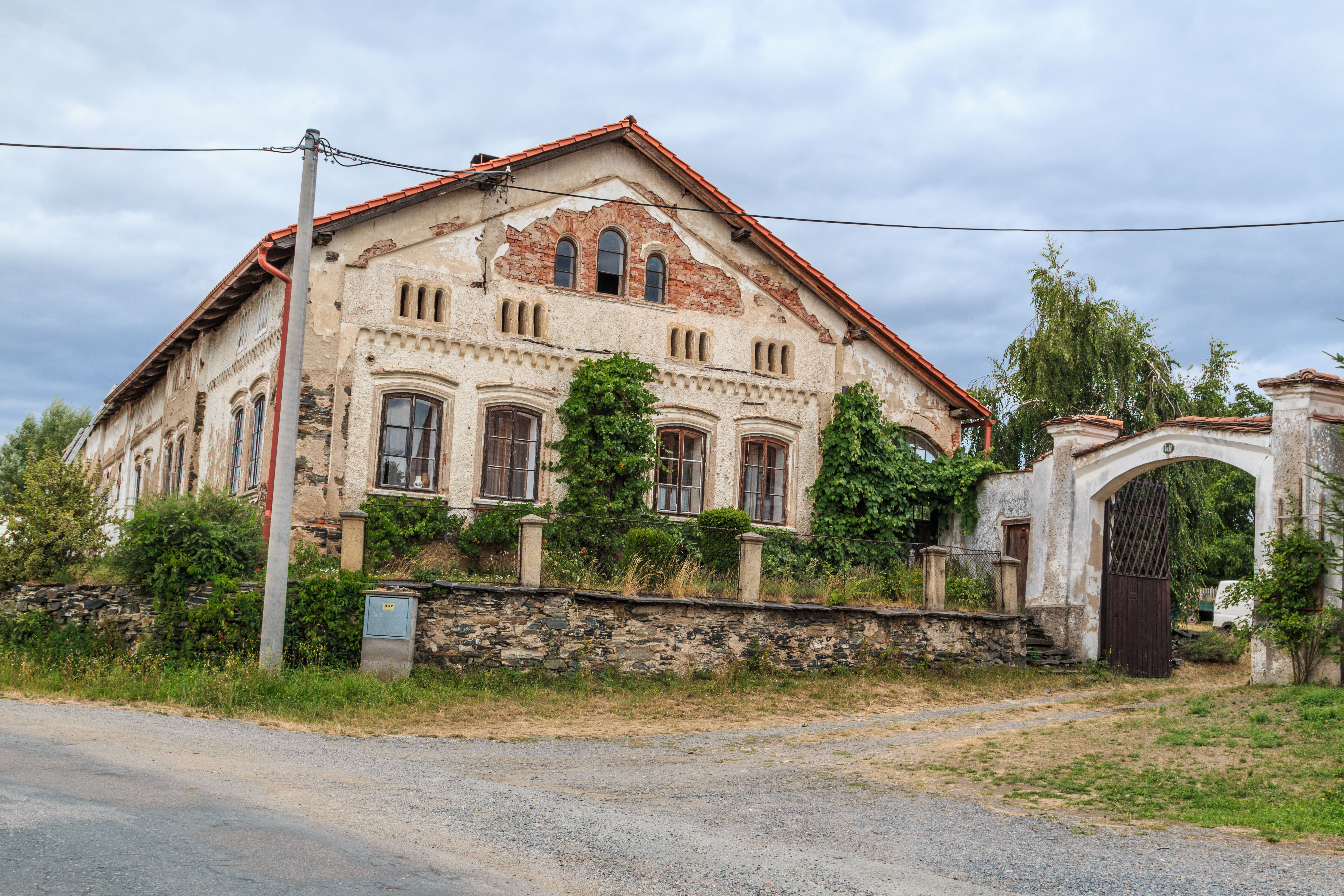
Gehöft Nr. 11

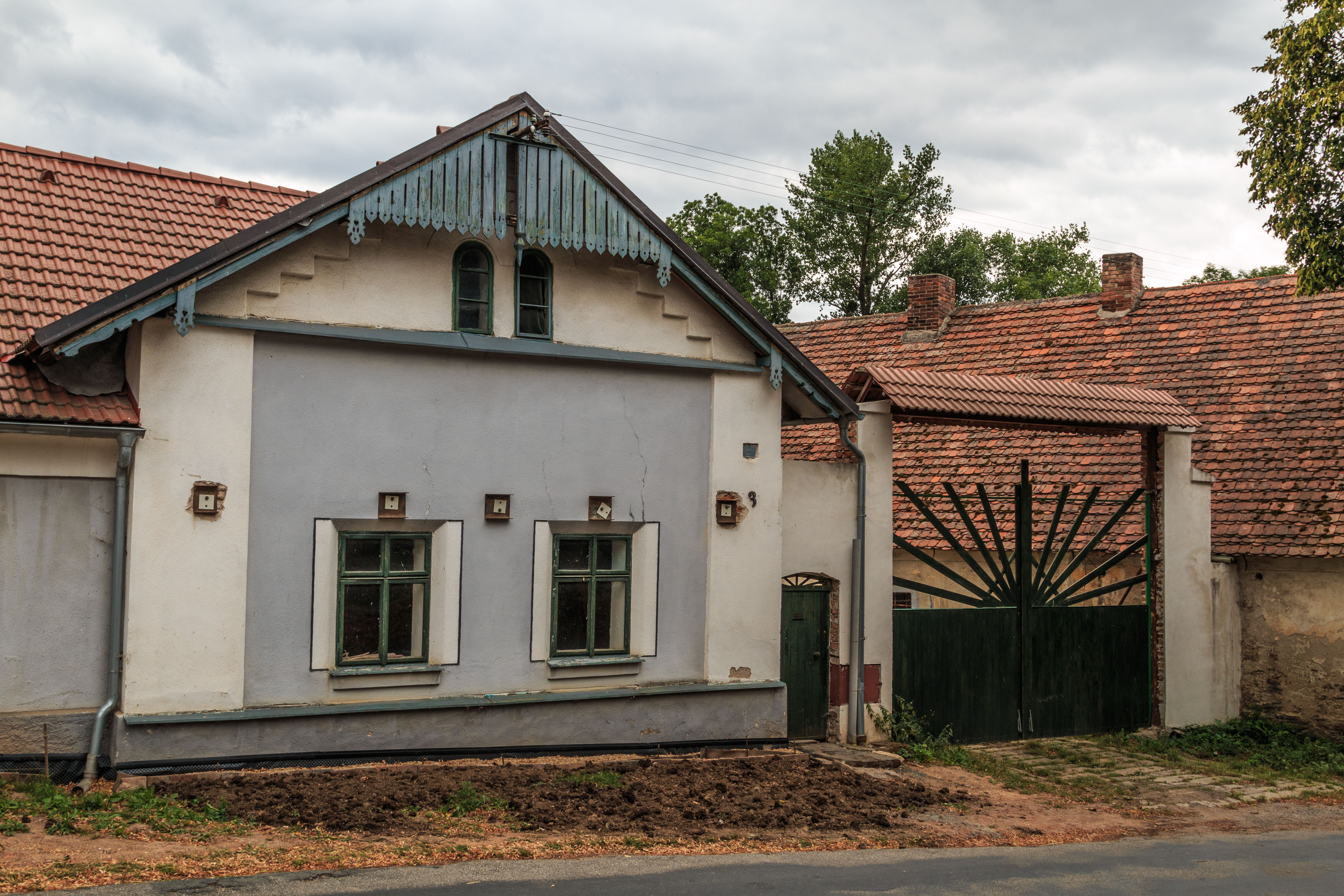
Gehöft Nr. 3

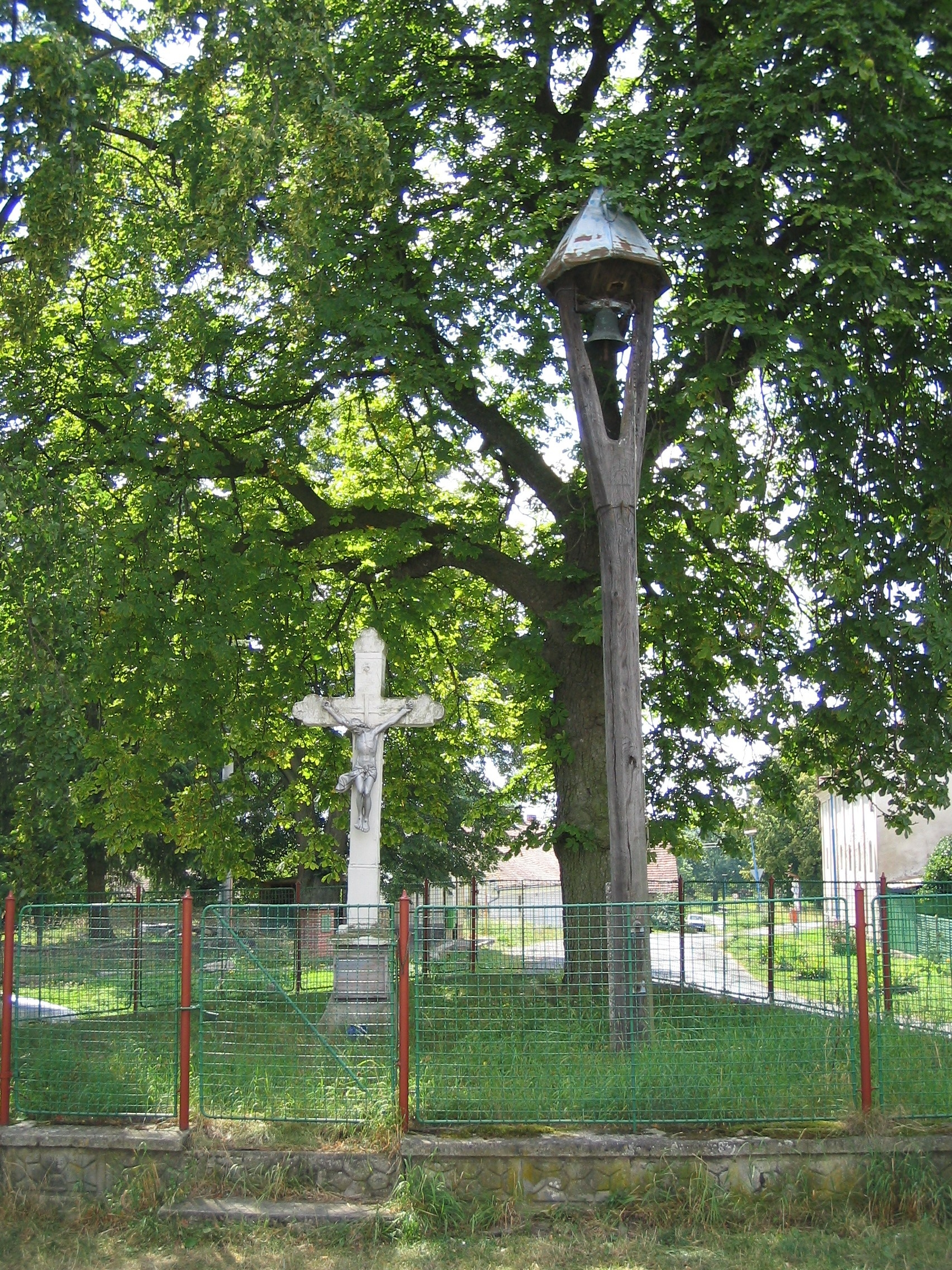
Kreuz und Glockenbaum auf den Dorfplatz

Zehuby (deutsch Sehub, auch Zehub) ist ein Ortsteil der Gemeinde Žleby in Tschechien. Er liegt acht Kilometer südöstlich von Čáslav und gehört zum Okres Kutná Hora.

## Geographie
Zehuby befindet sich am Bach Zehubský potok in der Čáslavská kotlina (Czaslauer Becken).
Nachbarorte sind Žleby und Velký Dvůr im Norden, Ronov nad Doubravou im Nordosten, Biskupice und Mladotice im Osten, Kněžice und Kamenné Mosty im Südosten, Hostačov, Skryje und Okřesaneč im Süden, Hostovlice, Vystrkov und Bratčice im Südwesten, Medun und Horky im Westen sowie Drobovice, Filipov, Markovice und Bažantnice u Sv. Anny im Nordwesten.

## Geschichte
Die erste urkundliche Erwähnung von Zehubi erfolgte 1284, als der Prager Bischof Tobias von Bechin auf Gesuch des Wilamower Abtes Jaroslav die kirchlichen Aufgaben in Zehubi dem Pleban Chechon (Čéč) in Markovice übertrug. Im Jahre 1370 stifteten Marquard und Peter Kost von Wartenberg, die die Herrschaft Žleb von der Witwe Agnes von Žleb geerbt hatten, in Žleb ein Zisterzienserkloster, das sie mit umfangreichen Einkünften aus den Gütern Zehuby und Trubsko dotierten. Nach der Zerstörung des Klosters durch die Taboriten im Jahre 1427 wurde der landtäflige Hof Zehuby wieder mit der Herrschaft Žleb vereinigt. Zu den Besitzern gehörten ab 1736 Josef von Schönfeld und ab 1746 die Fürsten Auersperg. 1787 standen in Zehub bzw. Žehuby 25 Häuser. In den Jahren 1823–1824 errichteten die Gemeinden Hostaulitz, Sehub und Wokřesanec auf eigene Kosten in Hostaulitz einen gemeinschaftlichen Kontributions-Getreideschüttboden.
Im Jahre 1840 bestand das im Caslauer Kreis gelegene Rustikaldorf Sehub bzw. Zehub aus 26 Häusern, in denen 185 Personen lebten. Im Ort gab es einen herrschaftlichen Meierhof, eine dominikale Schäferei und Wirtshaus. Nach Sehub konskribiert war die aus einer herrschaftlichen Fasanerie und einem Jägerhaus bestehende Einschicht Medun. Pfarr- und Amtsort war Žleb. Bis zur Mitte des 19. Jahrhunderts blieb Sehub der Allodialherrschaft Žleb untertänig.
Nach der Aufhebung der Patrimonialherrschaften bildete Zehuby ab 1849 mit dem Ortsteil Kamenné Mosty eine Gemeinde im Gerichtsbezirk Časlau. Ab 1868 gehörte der Ort zum Bezirk Časlau. 1869 hatte Zehuby 255 Einwohner und bestand aus 27 Häusern. Im Jahre 1900 lebten in Zehuby 258 Menschen, 1910 waren es 250. 1930 hatte Zehuby 213 Einwohner und bestand aus 43 Häusern. 1943 wurde die Freiwillige Feuerwehr Zehuby-Kamenné Mosty gegründet. Bei der Gebietsreform von 1960 wurde die Gemeinde dem Okres Kutná Hora zugeordnet. 1961 erfolgte die Eingemeindung nach Žleby. Beim Zensus von 2001 lebten in den 36 Häusern des Dorfes 49 Personen.

## Ortsgliederung
Die Ortsteile Zehuby und Kamenné Mosty bilden den Katastralbezirk Zehuby.

## Sehenswürdigkeiten
- Sandsteinkreuz und hölzerner Glockenbaum auf den Dorfplatz